# 친밀한 리플리
《친밀한 리플리》는 2025년 9월 22일부터 방송 예정인 KBS 2TV 일일 드라마다.

## 프로그램 소개
거짓말로 친구의 삶을 살게 된 차정원, 재벌가 며느리가 돼 자신을 버렸던 엄마를 시어머니로 재회하고 복수를 다짐하며 벌어지는 이야기

## 방송 시간
| 방송 채널 | 방송 기간                            | 방송 시간                  | 방송 분량 |
| --------- | ------------------------------------ | -------------------------- | --------- |
| KBS 2TV   | 2025년 9월 22일 ~ 방송 예정 (본방송) | 매주 평일 저녁 7:50 ~ 8:30 | 40분      |

## 제작진

### 제작사
- 네오엔터테인먼트
- 스튜디오 봄

### 극본
- 이도현 : tvN 일일 드라마 《가족의 비밀》(집필), MBC 일일 드라마 《비밀과 거짓말》(집필), MBC 일일 드라마 《마녀의 게임》(집필) 집필

### 연출
- 손석진 : KBS 2TV 《KBS 드라마 스페셜 2024 - 핸섬을 찾아라》(연출) 연출

## 등장 인물

### 주요 인물
- 이시아 : 차정원 역 - 한혜라와 차기범의 딸이자 진세훈의 아내.
- 이일화 : 한혜라 역 - 차정원의 생모이자 진세훈의 새 어머니로 진태석의 아내.
- 설정환 : 주하늘 역
- 한기웅 : 진세훈 역 - 한혜라의 의붓아들이자 진태석의 아들로 차정원의 남편으로 차기범의 사위.
- 이승연 : 공난숙 역 - 주하늘의 의붓엄마이자 주영채의 어머니
- 이효나 : 주영채 역 - 차정원의 친구이자 라이벌

### 차정원 주변 인물
- 박철호 : 차기범 역 - 차정원의 아버지. 한혜라로부터 살인누명을 쓰고 살고 있는 인물.
- 윤지숙 : 조미향 역

### 진세훈 주변 인물
- 최종환 : 진태석 역 - 진세훈의 아버지

### 주하늘, 주영채 주변인물
- 이정길 : 주경환 역 - 주하늘과 주영채의 아버지

### 그 외 인물
- 양금석 : 정애란 역
- 공다임
- 황성대 : 황 실장 역
- 송민경
- 최다음 : 민경 역

## 시청률
최저 시청률과 최고 시청률은 시청률 조사회사와 지역별로 시청률에 차이가 있을 수 있습니다.
| 2025년  | 2025년    | 2025년         | 2025년         | 2025년       |
| 회차    | 방송일    | TNMS 시청률    | AGB 시청률     | AGB 시청률   |
| 회차    | 방송일    | 대한민국(전국) | 대한민국(전국) | 서울(수도권) |
| ------- | --------- | -------------- | -------------- | ------------ |
| 제1회   | 9월 22일  | -              | %              | %            |
| 제2회   | 9월 23일  | -              | %              | %            |
| 제3회   | 9월 24일  | -              | %              | %            |
| 제4회   | 9월 25일  | -              | %              | %            |
| 제5회   | 9월 26일  | -              | %              | %            |
| 제6회   | 9월 29일  | -              | %              | %            |
| 제7회   | 9월 30일  | -              | %              | %            |
| 제8회   | 10월 1일  | -              | %              | %            |
| 제9회   | 10월 2일  | -              | %              | %            |
| 제10회  | 10월 3일  | -              | %              | %            |
| 제11회  | 10월 10일 | -              | %              | %            |
| 제12회  | 10월 13일 | -              | %              | %            |
| 제13회  | 10월 14일 | -              | %              | %            |
| 제14회  | 10월 15일 | -              | %              | %            |
| 제15회  | 10월 16일 | -              | %              | %            |
| 제16회  | 10월 17일 | -              | %              | %            |
| 제17회  | 10월 20일 | -              | %              | %            |
| 제18회  | 10월 21일 | -              | %              | %            |
| 제19회  | 10월 22일 | -              | %              | %            |
| 제20회  | 10월 23일 | -              | %              | %            |
| 제21회  | 10월 24일 | -              | %              | %            |
| 제22회  | 10월 27일 | -              | %              | %            |
| 제23회  | 10월 28일 | -              | %              | %            |
| 제24회  | 10월 29일 | -              | %              | %            |
| 제25회  | 10월 30일 | -              | %              | %            |
| 제26회  | 10월 31일 | -              | %              | %            |
| 제27회  | 11월 3일  | -              | %              | %            |
| 제28회  | 11월 4일  | -              | %              | %            |
| 제29회  | 11월 5일  | -              | %              | %            |
| 제30회  | 11월 6일  | -              | %              | %            |
| 제31회  | 11월 7일  | -              | %              | %            |
| 제32회  | 11월 10일 | -              | %              | %            |
| 제33회  | 11월 11일 | -              | %              | %            |
| 제34회  | 11월 12일 | -              | %              | %            |
| 제35회  | 11월 13일 | -              | %              | %            |
| 제36회  | 11월 14일 | -              | %              | %            |
| 제37회  | 11월 17일 | -              | %              | %            |
| 제38회  | 11월 18일 | -              | %              | %            |
| 제39회  | 11월 19일 | -              | %              | %            |
| 제40회  | 11월 20일 | -              | %              | %            |
| 제41회  | 11월 21일 | -              | %              | %            |
| 제42회  | 11월 24일 | -              | %              | %            |
| 제43회  | 11월 25일 | -              | %              | %            |
| 제44회  | 11월 26일 | -              | %              | %            |
| 제45회  | 11월 27일 | -              | %              | %            |
| 제46회  | 11월 28일 | -              | %              | %            |
| 제47회  | 12월 1일  | -              | %              | %            |
| 제48회  | 12월 2일  | -              | %              | %            |
| 제49회  | 12월 3일  | -              | %              | %            |
| 제50회  | 12월 4일  | -              | %              | %            |
| 제51회  | 12월 5일  | -              | %              | %            |
| 제52회  | 12월 8일  | -              | %              | %            |
| 제53회  | 12월 9일  | -              | %              | %            |
| 제54회  | 12월 10일 | -              | %              | %            |
| 제55회  | 12월 11일 | -              | %              | %            |
| 제56회  | 12월 12일 | -              | %              | %            |
| 제57회  | 12월 15일 | -              | %              | %            |
| 제58회  | 12월 16일 | -              | %              | %            |
| 제59회  | 12월 17일 | -              | %              | %            |
| 제60회  | 12월 18일 | -              | %              | %            |
| 제61회  | 12월 22일 | -              | %              | %            |
| 제62회  | 12월 23일 | -              | %              | %            |
| 제63회  | 12월 24일 | -              | %              |              |
| 제64회  | 12월 25일 | -              | %              |              |
| 제65회  | 12월 26일 | -              |                |              |
| 제66회  | 12월 29일 | -              |                |              |
| 제67회  | 12월 30일 | -              |                |              |
| 제68회  | 12월 31일 | -              |                |              |
| 2026년  |           |                |                |              |
| 제69회  | 1월 1일   | -              |                |              |
| 제70회  | 1월 2일   | -              |                |              |
| 제71회  | 1월 5일   | -              |                |              |
| 제72회  |           | -              | %              | %            |
| 제73회  |           | -              | %              | %            |
| 제74회  |           | -              | %              | %            |
| 제75회  |           | -              | %              | %            |
| 제76회  |           | -              | %              | %            |
| 제77회  |           | -              | %              | %            |
| 제78회  |           | -              | %              | %            |
| 제79회  |           | -              | %              | %            |
| 제80회  |           | -              | %              | %            |
| 제81회  |           | -              | %              | %            |
| 제82회  |           | -              | %              | %            |
| 제83회  |           | -              | %              | %            |
| 제84회  |           | -              | %              | %            |
| 제85회  |           | -              | %              | %            |
| 제86회  |           | -              | %              | %            |
| 제87회  |           | -              | %              | %            |
| 제88회  |           | -              | %              | %            |
| 제89회  |           | -              | %              | %            |
| 제90회  |           | -              | %              | %            |
| 제91회  |           | -              | %              | %            |
| 제92회  |           | -              | %              | %            |
| 제93회  |           | -              | %              | %            |
| 제94회  |           | -              | %              | %            |
| 제95회  |           | -              | %              | %            |
| 제96회  |           | -              | %              | %            |
| 제97회  |           | -              | %              | %            |
| 제98회  |           | -              | %              | %            |
| 제99회  |           | -              | %              | %            |
| 제100회 |           | -              | %              | %            |

## 참고 사항
- 이도현 작가, 이일화는 MBC 일일 드라마 《비밀과 거짓말》 이후 6년 만에 다시 재회하게 된 작품의 계기가 되었다.